# Вамен
Вамен (фр. Wamin) — коммуна во Франции, входит в регион О-де-Франс, департамент Па-де-Кале, округ Монтрёй, кантон Оси-ле-Шато.

## География
Расположена в 24 км по автодорогам к северу от города Оси-ле-Шато и в 23 км по автодорогам к востоку-юго-востоку от города Монтрёй.
Граничит с коммунами Оши-ле-Эден, Ле-Парк, Юби-Сен-Лё, Ла-Лож, Каврон-Сен-Мартен, Вамберкур и Фресен.
Коммуна состоит из основной части застройки и двух ферм, расположенных соответственно к северо-востоку и к югу от основной застройки.

## История
Впервые упоминается в 1079 году.
С 1793 по 1801 годы коммуна входила в состав кантона Бланжи района Монтрёй департамента Па-де-Кале. Затем коммуна входила в состав кантона Вай (с 1816 года — Ле-Парк) округа Сен-Поль. С 1926 года — в округе Аррас. В начале 2007 года кантон вместе с коммуной был передан округу Монтрёй, а в 2015 году после кантональной реформы коммуна вошла в состав кантона Оси-ле-Шато.

## Достопримечательности и инфраструктура
- Дворец Вамен, построенный в 1660 году, памятник архитектуры с 2009 года.
- Католическая церковь Успения Божией Матери, построенная в 1664 году.
- Мэрия и детский сад Вамен (25 воспитанников)[4].
- Ферма Буа-Сен-Жан, памятник архитектуры с 2009 года.
- Ресторан «Au Grand Air», расположенный в северной части коммуны на автодороге D928.
- Памятник павшим.
- Кладбище вокруг церкви и новое кладбище.

## Экономика
Средний располагаемый доход на человека в 2020 году составлял 19580 евро. Уровень безработицы в 2018 году — 10,2 % (в 2013 году — 17,2 %, в 2008 году — 8,7 %). Из 138 жителей в возрасте от 15 до 64 лет — 63,8 % работающих, 7,2 % безработных, 10,9 % учащихся, 10,9 % пенсионеров и 7,2 % других неактивных. Из 91 работающего 21 работал в своей коммуне, 70 — в другой. 81,3 % работающих добирались на работу на автомобиле, 9,9 % работали из дома, 8,8 % добирались на работу другими способами.
Структура предприятий (всего 23) и рабочих мест (всего 18) в коммуне по состоянию на 31 декабря 2015 года:
- сельское хозяйство — 26,8 %
- промышленность — 31,7 %
- строительство — 9,8 %
- торговля, транспорт и сфера услуг — 22,0 %
  - в том числе торговля и ремонт автомобилей — 4,9 %
- государственные и муниципальные службы — 9,8 %

В сельском хозяйстве было два микропредприятия в сумме с 4 наёмными работниками, остальные 5 учреждений были без наёмных работников. В промышленности имелось одно предприятие с 11 наёмными работниками и одно учреждение без наёмных работников. В сфере услуг, торговли и транспорта имелось 9 учреждений (из них 2 — в сфере торговли и ремонта автомобилей) без наёмных работников. В строительстве имелось два учреждения без наёмных работников и одно учреждение с 1 наёмным работником. В сфере государственных и муниципальных служб было два учреждения в сумме с 2 наёмными работниками.
В 2018 году в коммуне работали 37 человек. Действует фирма «Netinox» по производству котлов с 14 работниками. По состоянию на конец 2021 года, кроме индивидуальных предпринимателей, имелось пять микропредприятий в сумме с 9 наёмными работниками в сельском хозяйстве, а также два учреждения в сумме с 3 наёмными работниками в сфере государственных и муниципальных служб и одно микропредприятие без наёмных работников в сфере услуг.

## Политика
Пост мэра с 2008 года занимает Филипп Лежон (Philippe Lejosne). В муниципальный совет входит 11 депутатов, включая мэра. В 2020 году они были выбраны в первом туре безальтернативно.

## Демография
| Год  | Численность | Численность |
| ---- | ----------- | ----------- |
| 1793 | 474         | [ 12 ]      |
| 1800 | 501         | [ 12 ]      |
| 1806 | 426         | [ 12 ]      |
| 1821 | 467         | [ 12 ]      |
| 1831 | 475         | [ 12 ]      |
| 1836 | 446         | [ 12 ]      |
| 1841 | 455         | [ 12 ]      |
| 1846 | 410         | [ 12 ]      |
| 1851 | 464         | [ 12 ]      |
| 1856 | 456         | [ 12 ]      |
| 1861 | 469         | [ 12 ]      |
| 1866 | 477         | [ 12 ]      |
| 1872 | 481         | [ 12 ]      |
| 1876 | 467         | [ 12 ]      |
| 1881 | 432         | [ 12 ]      |
| 1886 | 398         | [ 12 ]      |
| 1891 | 423         | [ 12 ]      |
| 1896 | 404         | [ 12 ]      |
| 1901 | 372         | [ 12 ]      |
| 1906 | 352         | [ 12 ]      |
| 1911 | 349         | [ 12 ]      |
| 1921 | 312         | [ 12 ]      |
| 1926 | 318         | [ 12 ]      |
| 1931 | 325         | [ 12 ]      |
| 1936 | 333         | [ 12 ]      |
| 1946 | 315         | [ 12 ]      |
| 1954 | 300         | [ 12 ]      |
| 1962 | 284         | [ 12 ]      |
| 1968 | 263         | [ 12 ]      |
| 1975 | 217         | [ 12 ]      |
| 1982 | 272         | [ 12 ]      |
| 1990 | 276         | [ 12 ]      |
| 1999 | 263         | [ 12 ]      |
| 2006 | 254         | [ 13 ]      |
| 2007 | 253         | [ 14 ]      |
| 2008 | 252         | [ 15 ]      |
| 2009 | 249         | [ 16 ]      |
| 2010 | 251         | [ 17 ]      |
| 2011 | 247         | [ 18 ]      |
| 2012 | 242         | [ 19 ]      |
| 2013 | 238         |             |
| 2014 | 239         | [ 20 ]      |
| 2015 | 240         | [ 21 ]      |
| 2016 | 243         | [ 22 ]      |
| 2017 | 237         | [ 23 ]      |
| 2018 | 235         | [ 24 ]      |
| 2019 | 233         | [ 25 ]      |
| 2020 | 233         | [ 26 ]      |
| 2021 | 232         | [ 27 ]      |
| 2022 | 242         | [ 28 ]      |

В 2018 году в коммуне проживало 235 человек (116 мужчин и 119 женщин), 41,2 % из 194 человек в возрасте от 15 лет состояли в браке, 21,1 % — никогда не состояли в браке или сожительстве.
| Мужчин | Возраст | Женщин |
| ------ | ------- | ------ |
| 0      | 90+     | 0      |
| 9      | 75—89   | 14     |
| 24     | 60—74   | 25     |
| 22     | 45—59   | 25     |
| 19     | 30—44   | 21     |
| 17     | 15—29   | 18     |
| 25     | 0—14    | 16     |

С 2013 по 2018 год средняя ежегодная убыль населения составляла 0,3 % (естественный прирост — 0,8 %, миграционная убыль — 1,0 %). Средний уровень рождаемости составлял 16,0 ‰, а уровень смертности — 8,4 ‰.
В коммуне 129 частных домов, из них 99 основных (первых) домов, 22 являлись вторым (запасным) домом и 8 пустовали. На каждый первый дом приходилось в среднем 2,37 человека. Из 99 первых домов 75 находились в собственности, 24 арендовались (из них 1 как HLM).
Из первых домов 38 были построены до 1919 года, 3 — между 1919 и 1945 годами, 14 — между 1946 и 1970 годами, 24 — между 1971 и 1990 годами, 13 — между 1991 и 2005 годами и 7 — после 2005 года. Среднее количество комнат в первых домах — 5,2. 46 первых домов имели отопление, в том числе 19 — электрическое.
Из 99 домохозяйств 93 имели автомобили, в том числе 49 — один автомобиль, 44 — два или более автомобиля.
Количество учащихся составляло 45 человек. Муниципальный детский сад находится в самой коммуне, а ближайшие начальные школы располагаются в соседних коммунах.
Из 178 закончивших обучение 21,3 % не имели образования или окончили начальную школу, 6,2 % окончили коллеж, 28,7 % имели среднее или среднее профессиональное образование, 20,2 % окончили лицей, 17,9 % имели неоконченное высшее образование и 5,6 % были бакалаврами.